# هوک، دورست
هوک (به انگلیسی: Hooke) یک روستا و محله مدنی در بریتانیا است که در West Dorset واقع شده‌است. هوک ۱۵۷ نفر جمعیت دارد.